# I grandi successi - Vol. 6 (Rondò Veneziano)
I grandi successi - Vol. 6 è una raccolta dei Rondò Veneziano.

## Tracce

### CD 1
1. Musica... fantasia (Gian Piero Reverberi e Ivano Pavesi) - 2:51
2. Magica melodia (Gian Piero Reverberi e Ivano Pavesi) - 3:26
3. Cameo (Gian Piero Reverberi e Ivano Pavesi) - 3:43
4. Estasi veneziana (Gian Piero Reverberi e Ivano Pavesi) - 3:06
5. Carrousel (Gian Piero Reverberi e Ivano Pavesi) - 3:34
6. Misteriosa Venezia (Gian Piero Reverberi e Laura Giordano) - 3:25
7. Rêverie (Gian Piero Reverberi e Ivano Pavesi) - 3:08
8. Divertissement (Gian Piero Reverberi e Ivano Pavesi) - 3:20
9. Don Giovanni (Wolfgang Amadeus Mozart e Ivano Pavesi) - 7:26
10. La serenissima (2:15) Rondo Veneziano
11. Barocco (3:08) Rondo Veneziano
12. Rondò Veneziano (3:29) Rondo Veneziano

### CD 2
```
   1 Odissea Veneziana (2:38)	Start
       Rondo Veneziano
   2 Pulcinella (4:00)	Start
       Rondo Veneziano
   3 Preludio all'amore (2:59)	Start
       Rondo Veneziano
   4 Colombina (3:06)	Start
       Rondo Veneziano
   5 Arabesco (3:34)	Start
       Rondo Veneziano
   6 Aria di festa (1:16)	Start
       Rondo Veneziano
   7 Ponte dei sospiri (4:16)	Start
       Rondo Veneziano
   8 Casanova (3:09)	Start
       Rondo Veneziano
   9 Calli segrete (3:30)	Start
       Rondo Veneziano
   10 Capriccio Veneziano (3:45)	Start
       Rondo Veneziano
   11 Scaramucce (2:55)	Start
       Rondo Veneziano
   12 Riverberi (3:14)	Start
       Rondo Veneziano
```

### CD 3
```
   1 La scala d'oro (3:24)	Start
       Rondo Veneziano
   2 Ca'd'oro (6:05)	Start
       Rondo Veneziano
   3 Gondole sulla laguna (3:14)	Start
       Rondo Veneziano
   4 Blu oltremare (4:07)	Start
       Rondo Veneziano
   5 Canal grande (2:38)	Start
       Rondo Veneziano
   6 Bettina (3:11)	Start
       Rondo Veneziano
   7 Larmes de pluie (4:35)	Start
       Rondo Veneziano
   8 Laguna incantata (3:55)	Start
       Rondo Veneziano
   9 Litorali (5:13)	Start
       Rondo Veneziano
   10 Nettuno (3:10)	Start
       Rondo Veneziano
   11 Donna Lucrezia (3:01)	Start
       Rondo Veneziano
   12 Alchime sonore (3:43)	Start
       Rondo Veneziano
```

## Classifiche
| Classifica (2017) | Posizione massima |
| ----------------- | ----------------- |
| Italia            | 98                |